# Counter-Strike 2
Counter-Strike 2 (сокр. CS2; с англ. — «Контрудар 2») — компьютерная игра в жанре многопользовательского тактического шутера от первого лица, разработанная компанией Valve. Она стала 5-й игрой в серии Counter-Strike и заявляется как бесплатное обновление к Global Offensive.
Игра отличается крупными техническими улучшениями по сравнению с Global Offensive, включая переход с игрового движка Source на Source 2, улучшенную графику и новую клиент-серверную архитектуру. Кроме того, многие карты из Global Offensive были обновлены, чтобы использовать функции Source 2, а некоторые карты были полностью переработаны.
Valve анонсировала игру 22 марта 2023 года, объявив, что разработчики готовят релиз на лето 2023 года. Релиз игры состоялся 27 сентября 2023 года, заменив собою Global Offensive в Steam.

## Игровой процесс

Скриншот Counter-Strike 2, демонстрирующий игру за команду террористов на карте Ancient.

Как и предыдущие игры серии, Counter-Strike 2 — это многопользовательский тактический шутер от первого лица, в котором две команды соревнуются за выполнение различных задач в зависимости от выбранного режима игры. Игроки делятся на две команды: контртеррористы и террористы. Каждый игровой режим имеет разные цели и разделён на несколько раундов, а в перерывах между раундами игрок может приобрести различное оружие и снаряжение для использования. В большинстве игровых режимов у игрока есть одна жизнь на раунд, что приведёт к тому, что он не сможет играть до окончания раунда, если умрёт.
В игре есть шесть различных игровых режимов, в которых игроки могут соревноваться: соревновательный, премьер-режим, обычный, напарники, бой насмерть, гонка вооружений.
Соревновательный, основной режим игры, ставит две команды по пять человек (то есть 5 на 5) друг против друга, при этом цель террористов состоит в том, чтобы установить взрывчатку C4 в одном из двух мест взрыва на карте или убить всех контртеррористов, а цель контртеррористов заключается в том, чтобы либо убить всех террористов, либо обезвредить взрывчатку. Выполнив свои задачи, команда выиграет свой раунд и наберёт очко. В отличие от Counter-Strike: Global Offensive, игра в этом режиме заканчивается если одна из сторон зарабатывает 13 очков, тогда эта сторона считается выигравшей. В случае, если обе стороны заработали по 12 очков, то игра продолжается до достижения 16 очков. Если же обе команды в таком случае набирают по 15 очков, то объявляется ничья.
В Counter-Strike 2 разработчики отказались от кругового меню покупки оружия из Global Offensive. Вместо него в игре появилось новое плоское меню, ключевой особенностью которого является возможность продажи купленного оружия. В новом меню появилась возможность изменять положение оружия, что потенциально может помочь сделать покупку оружия быстрее.

## Разработка и релиз

### Анонс
После нескольких недель слухов о готовящемся продолжении 4-й игры серии, 22 марта 2023 года, Valve официально объявила о разработке сиквела. Также было анонсировано, что игра выйдет летом 2023 года как бесплатное обновление Counter-Strike: Global Offensive. Сиквел был описан как «капитальный ремонт каждой системы, каждого элемента контента и каждой части игрового процесса».
Компания подтвердила перенос игровых предметов из Counter-Strike: Global Offensive в Counter-Strike 2.
Вскоре после анонса, Valve также выпустила серию видео-роликов, показывающих нововведения игры.

### Тестирование и выпуск
Компания начала рассылать первые приглашения на ограниченный тест для Counter-Strike 2 в ночь с 22 на 23 марта 2023 года, доступный только для пользователей Windows, доступ к новой версии игры получила часть игроков. По официальной информации, компания опиралась на количество часов на официальных серверах и на так называемый фактор доверия. Объявление появилось через несколько недель после слухов о сиквеле Counter-Strike: Global Offensive.
31 августа 2023 года, Valve объявила, что начнёт рассылать больше приглашений на бета-тестирование.
Несмотря на заявления разработчиков о планируемой дате выхода в районе лета 2023 года, релиз игры состоялся 27 сентября 2023 года. Игра заменила собою Global Offensive в Steam.

### Улучшения

Официальное сравнение графики CS:GO (сверху) и CS2 (снизу) на карте Overpass.

Кроме вышеупомянутого перехода на новый игровой движок Source 2, улучшения включают переработанные карты и улучшенные аудио-визуальные эффекты, а также изменения в использовании дымовых гранат и многое другое. Освещение, текстуры и дизайн были изменены.
Valve сгруппировали новые карты по трём категориям, согласно степени переработки:
- Эталонные. Эти карты получили минимальные изменения, такие как новое освещение и улучшение читаемости моделей.
- Улучшенные. Это — карты из Global Offensive, которые используют новое освещение Source 2 и новые текстуры и свет.
- Воссозданные с нуля. Эти карты были полностью переработаны, используя возможности нового движка Source 2.

Компания Valve сообщила: «Дым теперь взаимодействует с другими игровыми процессами, создавая новые возможности. Пули и гранаты могут производить дым, на короткое время закрывая линию обзора или расширяя окклюзию». Дым также может «естественным образом заполнять пространство» и реагировать на освещение.
В игре была произведена переработка графического интерфейса, в том числе главного меню.
Изменению подверглась и клиент-серверная архитектура, теперь обновление данных о состоянии игроков не привязано к так называемым тикам, как это было ранее. Такую архитектуру разработчики назвали «подтиковой».

## Оценки и критика
| Сводный рейтинг       | Сводный рейтинг |
| Агрегатор             | Оценка          |
| --------------------- | --------------- |
| Metacritic            | 80/100          |
| OpenCritic            | 80/100          |
| Иноязычные издания    |                 |
| Издание               | Оценка          |
| Edge                  | 9/10            |
| GameStar              | 85/100          |
| Hardcore Gamer        | 4/5             |
| Jeuxvideo.com         | 15/20           |
| Русскоязычные издания |                 |
| Издание               | Оценка          |
| StopGame.ru           | «Проходняк»     |

Counter-Strike 2 получила «в основном положительные отзывы» критиков, согласно агрегатору рецензий Metacritic.
11 октября 2023 года PCGamesN сообщил, что Counter-Strike 2 стала релизом Valve с самым низким рейтингом в Steam, при этом производительность игры и удаленный контент считались основными критическими замечаниями со стороны игроков.
| Год  | Награда                | Категория               | Результат | Прим.         |
| ---- | ---------------------- | ----------------------- | --------- | ------------- |
| 2023 | Golden Joystick Awards | «Лучшая поддержка игры» | Номинация | [ 26 ] [ 27 ] |

### Критика со стороны игроков
В первый день после выпуска CS2 некоторые игроки жаловались на проблемы с оптимизацией.
Также критике подверглось решение замены CS:GO на CS2 на платформе Steam, по этой причине в Global Offensive больше нельзя играть с подбором матча (матчмейкингом).
Игроки жаловались на новую «подтиковую» архитектуру, из-за которой игра не всегда засчитывала попадания.

## Связанные события
15 ноября 2023 г. Организация развития видеоцифровой индустрии обратилась в Следственный комитет и Генпрокуратуру с просьбой проверить карту игры с вымышленной станцией Московского метрополитена «Киберспортивная», разработанной Большой киберспортивной лигой при поддержке Дептранса, на которой в Москве 11—12 ноября был организован турнир, отмечая, что «в условиях возросшей террористической угрозы недопустимо транслировать молодежи контент, позволяющий взять на себя роль террориста».